# Troy Middleton
Troy Houston Middleton (Contea di Copiah, 12 ottobre 1889 – Baton Rouge, 9 ottobre 1976) è stato un generale statunitense, attivo nel corso della seconda guerra mondiale.
Si arruolò nell'esercito statunitense nel 1910, combattendo nel corso della prima guerra mondiale con coraggio e capacità. Formatosi come capace ufficiale nel corso degli anni venti e trenta, servì anche nelle Filippine ma nel 1937 si ritirò di sua spontanea volontà dal servizio attivo. Rientrò nelle file della forza armata poco dopo l'attacco di Pearl Harbor (7 dicembre 1941) e fu a lungo (1942-1944) comandante della 45th Infantry Division, che condusse nei primi mesi della campagna italiana. Nell'invero 1944 il generale Dwight Eisenhower lo mise a capo dell'VIII Corps, comando che tenne sino al termine del conflitto. Nel 1945 lasciò il servizio attivo e lavorò per quasi vent'anni all'Università statale della Louisiana. Morì nel 1976.

## Biografia

### Inizio della carriera
Troy Houston Middleton nacque il 12 ottobre 1889 nella cittadina di Hazlehurst facente parte della Contea di Copiah, Mississippi, quarto figlio del ricco possidente terriero John Houston Middleton (1856-1935). Crebbe nella vasta piantagione del padre e nel 1904 lasciò casa per frequentare la Mississippi School A&M. Versato negli studi, ottenne il diploma con bachelor's degree nel 1909 e cercò subito dopo di entrare all'United States Military Academy di West Point, ma non passò l'esame d'ammissione. Volendo tuttavia intraprendere la carriera militare, si arruolò come soldato semplice nel 1910. Nei due anni successivi si mise in luce nelle discipline sportive, in particolare corsa e football. Nel 1912, acquisiti i gradi di caporale, affrontò e superò un esame d'ammissione alla base militare di Fort Leavenworth (Kansas), che gli consentì di balzare al rango di sottotenente. Fu quindi riassegnato al 7º Reggimento fanteria dislocato in Texas e, nell'aprile 1914, partecipò come tenente all'occupazione statunitense di Veracruz in Messico, in risposta alla politica bellicosa del dittatore locale Victoriano Huerta; non prese parte ai brevi combattimenti e alla fine dell'anno tornò in Texas. Nel 1915 il reggimento fu inviato nuovamente in Messico, parte di una forza di spedizione al comando del generale John Pershing incaricata di dare la caccia al rivoluzionario Pancho Villa, responsabile di diversi attacchi alle città di confine statunitensi.
Nell'aprile 1917 gli Stati Uniti entrarono nella prima guerra mondiale a fianco delle potenze dell'Intesa; Middleton, nel frattempo trasferito al 47º Reggimento della 4ª Divisione fanteria e divenuto capitano, servì con valore e coraggio nei duri combattimenti sul fronte europeo. In particolare, fu ricompensato con l'Army Distinguished Service Medal per le sue azioni nel corso dell'offensiva della Mosa-Argonne e scalò rapidamente la gerarchia militare, divenendo il più giovane colonnello dell'Esercito statunitense a condurre truppe in battaglia.

### Gli anni venti e trenta
Una volta finita la guerra e tornato in patria, Middleton fu selezionato assieme ad altri ufficiali per formare il nucleo istruttori del nuovo centro d'addestramento fanteria a Fort Benning (Georgia). Dopo tale esperienza, seguì un percorso di studi e formazione militare, operando spesso anche come istruttore, in diversi istituti militari statunitensi, compresi la Command and General Staff School di Fort Leavenworth e l'Army War College sito a Washington. Fu inoltre comandante dei cadetti all'Università statale della Louisiana. Nel corso dei dieci anni così spesi, Middleton ebbe come allievo Dwight Eisenhower; entrambi prestarono servizio nelle Filippine. Tornato negli Stati Uniti, Middleton presentò le proprie dimissioni dall'esercito, nonostante Eisenhower avesse cercato di farlo desistere. Si spostò dunque a New Orleans in Louisiana.

### La seconda guerra mondiale
La domenica 7 dicembre 1941 Middleton si trovava a caccia di colombi con il figlio e apprese dell'attacco di Pearl Harbor dalla moglie, non appena tornò a casa. Egli si recò subito al Dipartimento della guerra e offrì il proprio servizio; dopo pochi giorni fu informato che era stato reintegrato nell'Esercito con il rango di tenente colonnello e che doveva presentarsi a Camp Wheeler, in Georgia. Ricevette in rapida successione varie promozioni e, come maggior generale, fu posto a capo della 45th Infantry Division, della quale curò l'addestramento a Camp Pine, nello stato di New York.
Giunto con i suoi uomini in Nordafrica via nave, Middleton li condusse il 9 luglio 1943 nello sbarco in Sicilia, passando la prima notte dell'invasione dell'Italia fascista all'addiaccio, in una buca sulla spiaggia. Comandò quindi l'avanzata della divisione verso la piana di Catania, pungolato dal generale George Smith Patton per battere i britannici sul tempo e prendere per primo Messina. L'8 settembre, dopo la conquista integrale dell'isola, Middleton supervisionò lo sbarco della divisione a Salerno e ne coordinò le azioni difensive dinanzi alle rabbiose controffensive tedesche, che inflissero perdite importanti all'unità; le unità d'artiglieria si distinsero nello smorzare lo slancio delle unità meccanizzate tedesche. Nella sera del 13 settembre rifiutò fermamente la proposta del generale Mark Clark di eseguire un reimbarco, ritenendo la situazione ancora ampiamente salvabile. Una volta superata la testa di ponte, Middleton combatté lungo la linea del Volturno, ma prima della fine dell'anno dovette lasciare il comando a causa dell'aggravamento di un trauma al ginocchio, sofferto da ragazzo dopo una partita di football: gli fu affiancato un sergente che nella vita civile esercitava la professione di fisioterapista. Nonostante ciò, il generale Eisenhower volle che Middleton prendesse il comando dell'VIII Corps nei primi mesi del 1944, una delle grandi unità destinate a condurre lo sbarco in Normandia. Dopo il riuscito assalto del 6 giugno 1944, Middleton si rivelò un eccellente comandante e le sue capacità, notate nel corso della battaglia di Normandia, gli valsero una seconda Distinguished Service Medal, elargita su suggerimento del generale Patton. Nel dicembre 1944, nei convulsi giorni iniziali dell'offensiva delle Ardenne, si oppose agli ordini frenetici di evacuare la cruciale cittadina di Bastogne, contribuendo poi con la successiva resistenza al fallimento dell'operazione tedesca. Middleton rimase a capo dell'VIII Corpo d'armata fino al termine della guerra in Europa.

### Ritiro e morte
Middleton rientrò nell'estate 1945 negli Stati Uniti e per la seconda volta lasciò il servizio attivo: tornò nella Louisiana e si dedicò all'insegnamento presso l'Università, a Baton Rouge; nel 1950 ne divenne il rettore. Diresse l'istituto sino al 1962 quando andò in pensione. Passò il resto della sua vita a Baton Rouge, dove la morte lo colse il 9 ottobre 1976, pochi giorni prima del suo ottantasettesimo compleanno. Fu sepolto nel cimitero nazionale di Baton Rouge e sua moglie, defunta nel 1980, fu tumulata nel suo stesso sepolcro. La tomba dei coniugi si trova nella fila 2, numero 3356-A.

## Famiglia
Troy Middleton si sposò con Jerusha Collins in Texas, a Galveston, nel 1915. Ebbero due figli: Troy Houston Middleton, jr. (1922-2006) e Bernice Middleton (1926-2012).

## Onorificenze
Dati tratti da: